# 櫻川站 (大阪府)
櫻川站（日语：／ Sakuragawa eki */?）是位於日本大阪府大阪市浪速區，屬於大阪市高速電氣軌道（大阪地下鐵）和阪神電氣鐵道的鐵路車站。大阪市高速電氣軌道的車站編號是S15，阪神電氣鐵道的車站編號是HS 42。

## 車站構造

### 大阪市高速電氣軌道
本站為島式月台1面2線的地下車站。地下一樓為車站大廳，地下二樓則為月台。

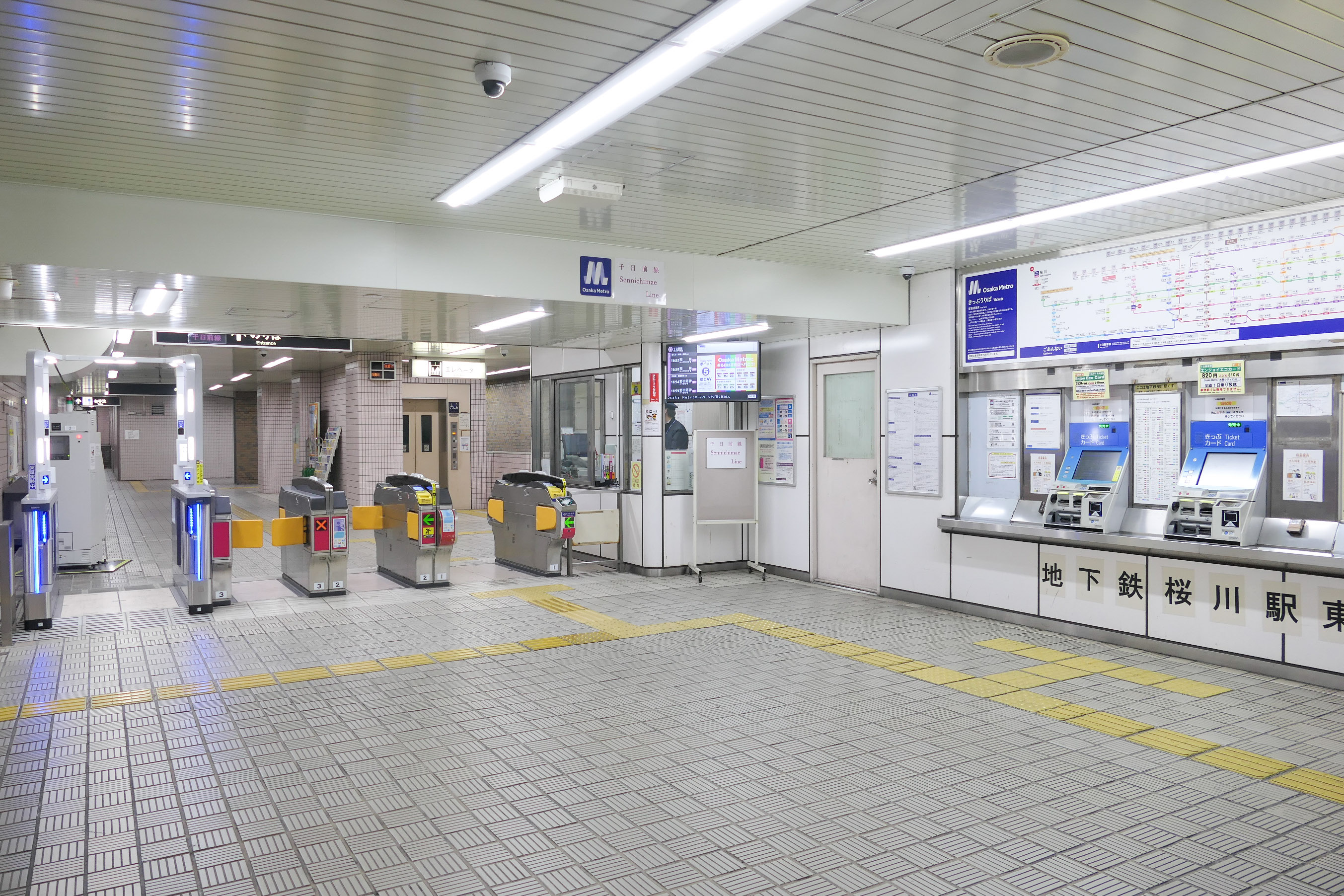
東驗票閘口（2025年2月）
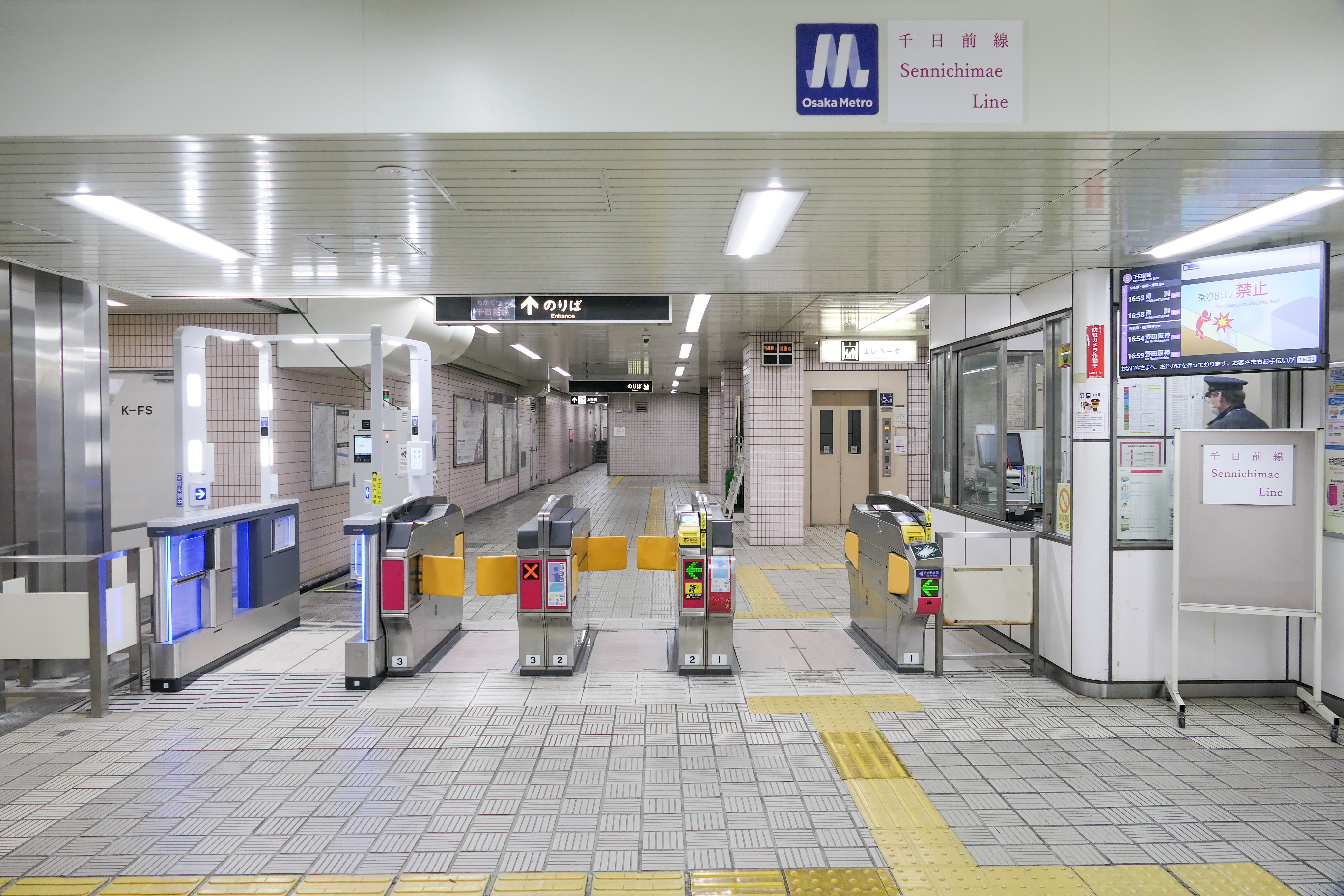
西驗票閘口（2025年2月）
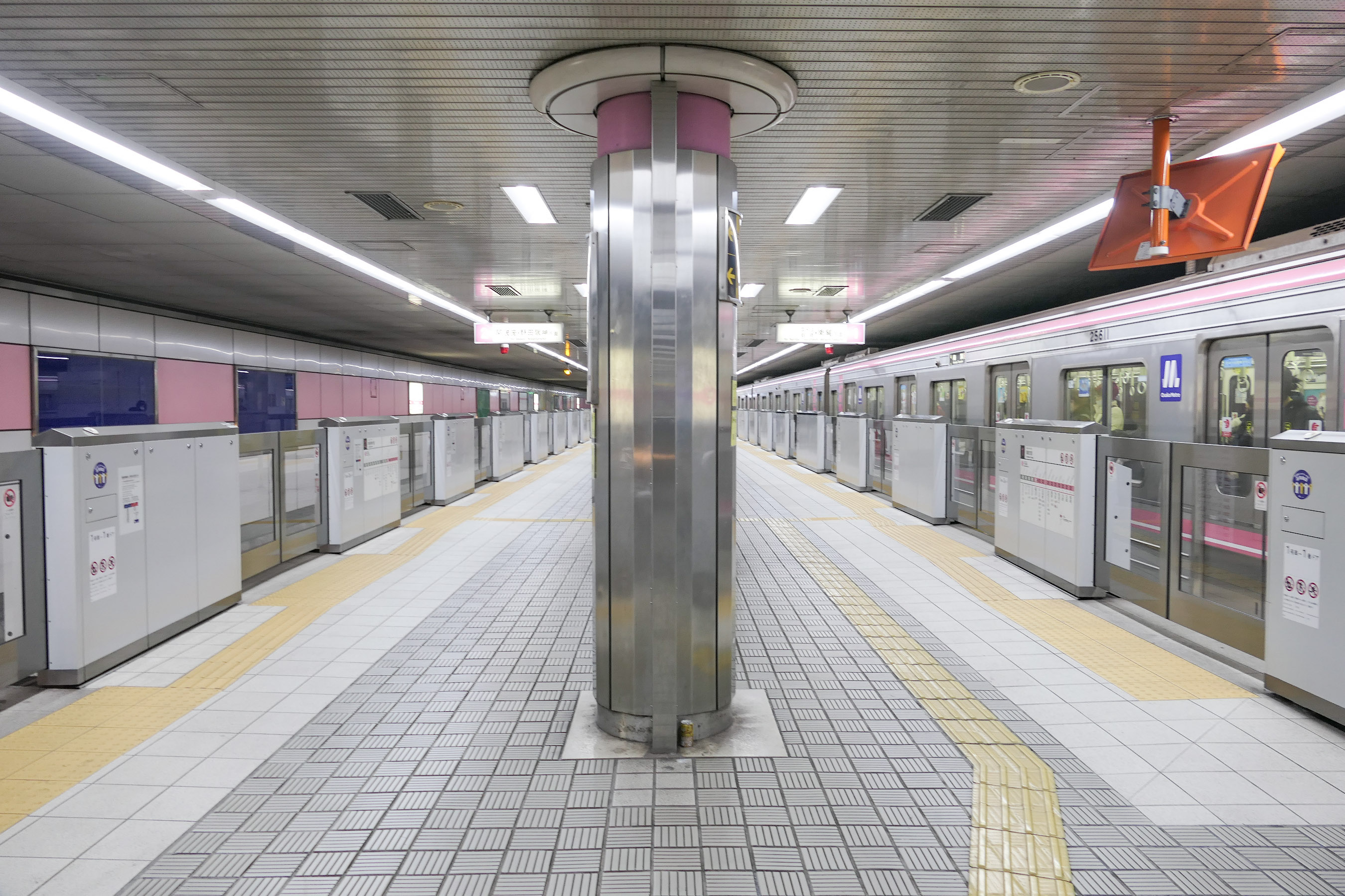
1號與2號月台（2025年2月）

#### 月台配置
| 月台 | 路線     | 目的地               |
| ---- | -------- | -------------------- |
| 1    | 千日前線 | 難波、鶴橋、南巽方向 |
| 2    | 千日前線 | 阿波座、野田阪神方向 |

### 阪神電氣鐵道
本站為島式月台1面2線的地下車站。地下一樓為車站大廳，地下二樓則為月台。

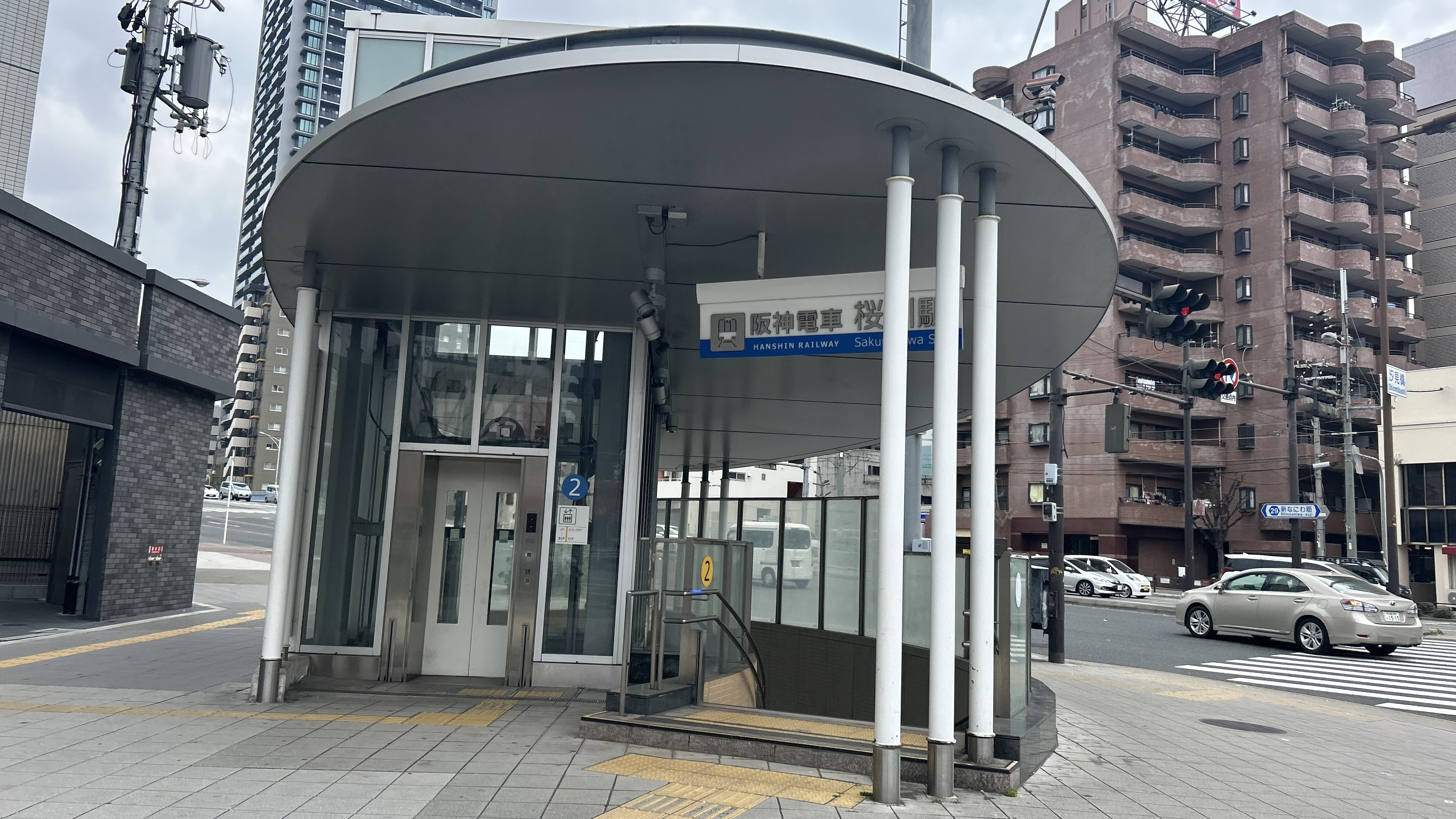
2號出入口（2025年3月）
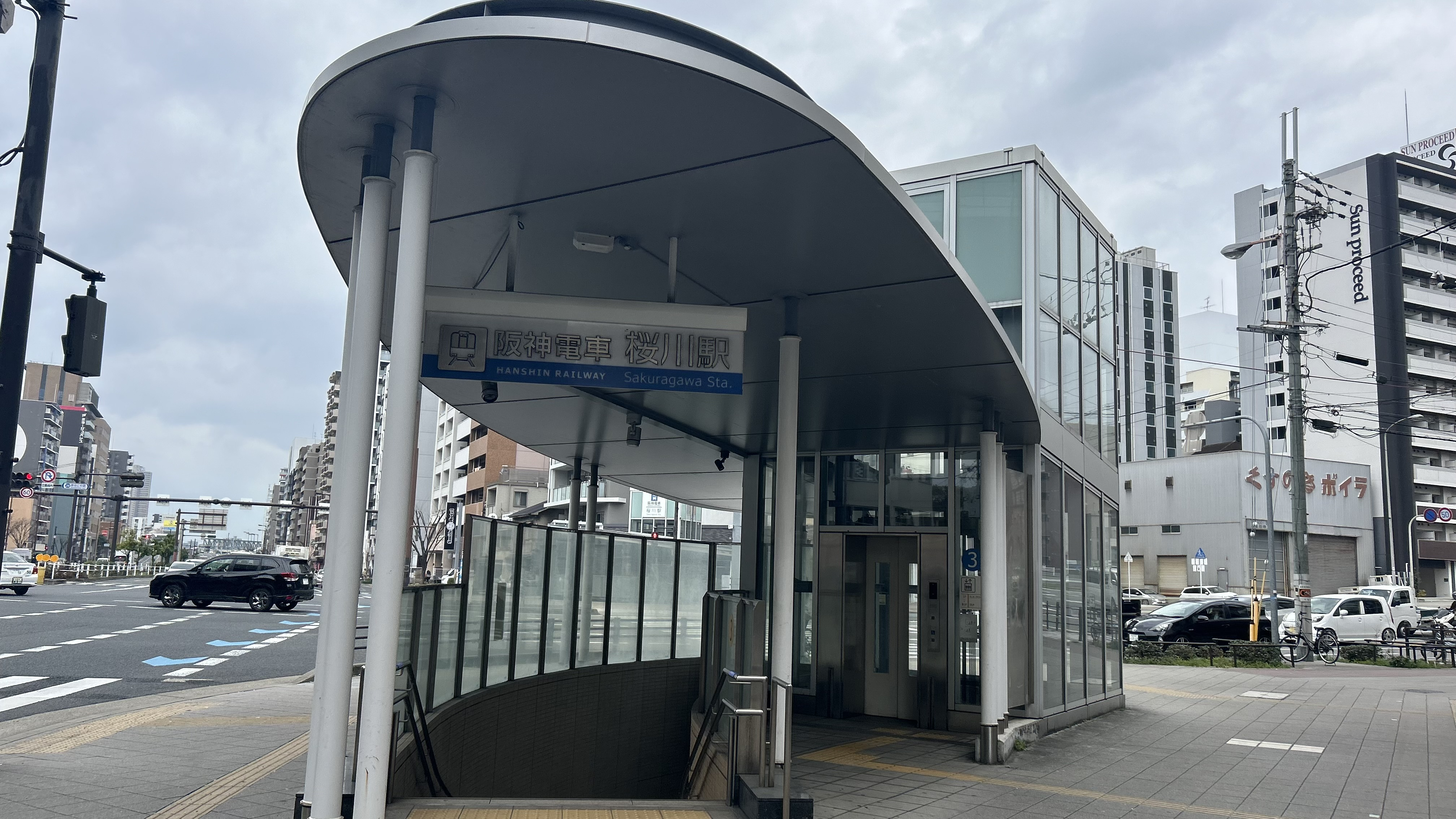
3號出入口（2025年3月）
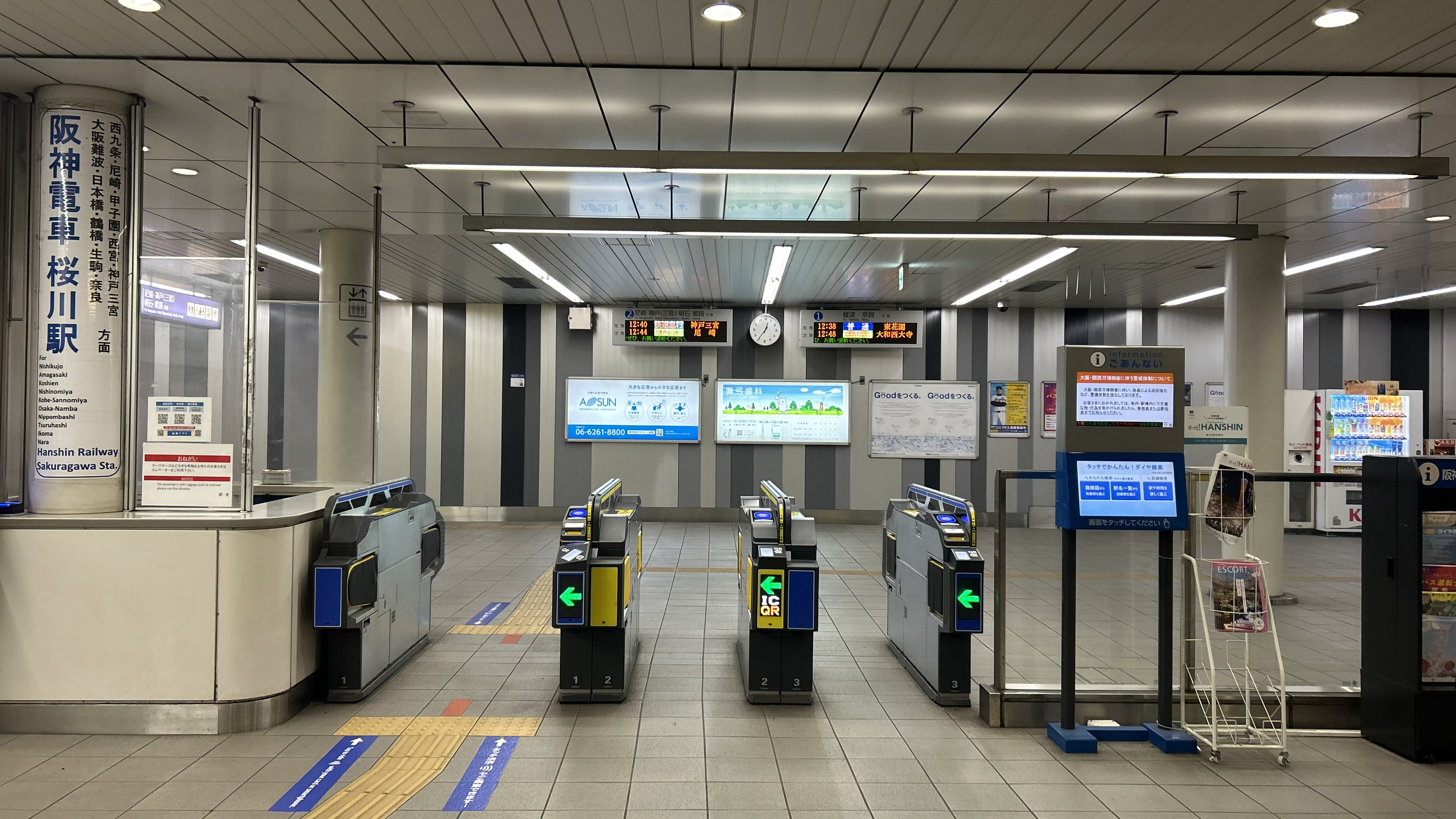
驗票閘口（2025年3月）
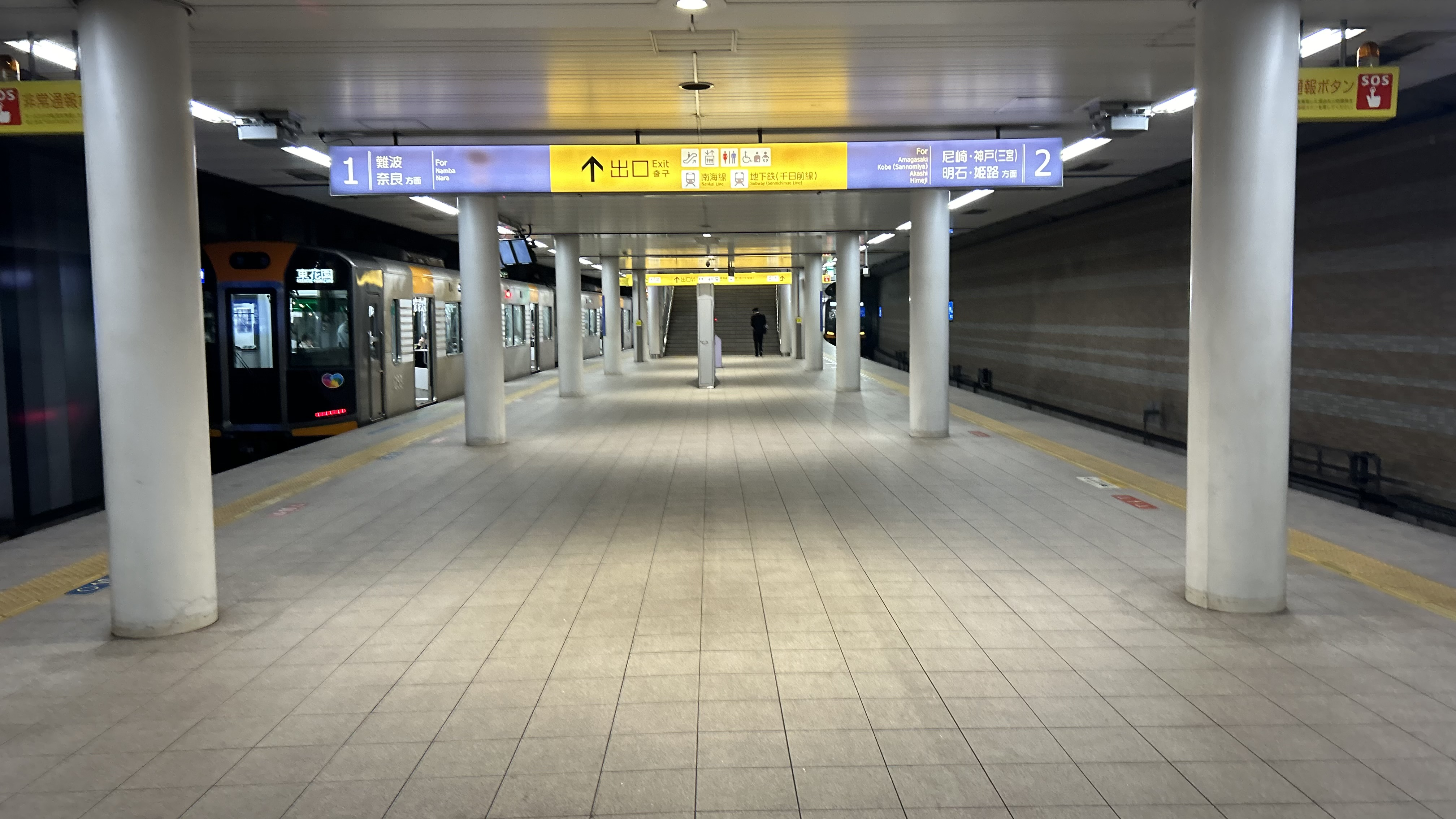
月台（2025年3月）
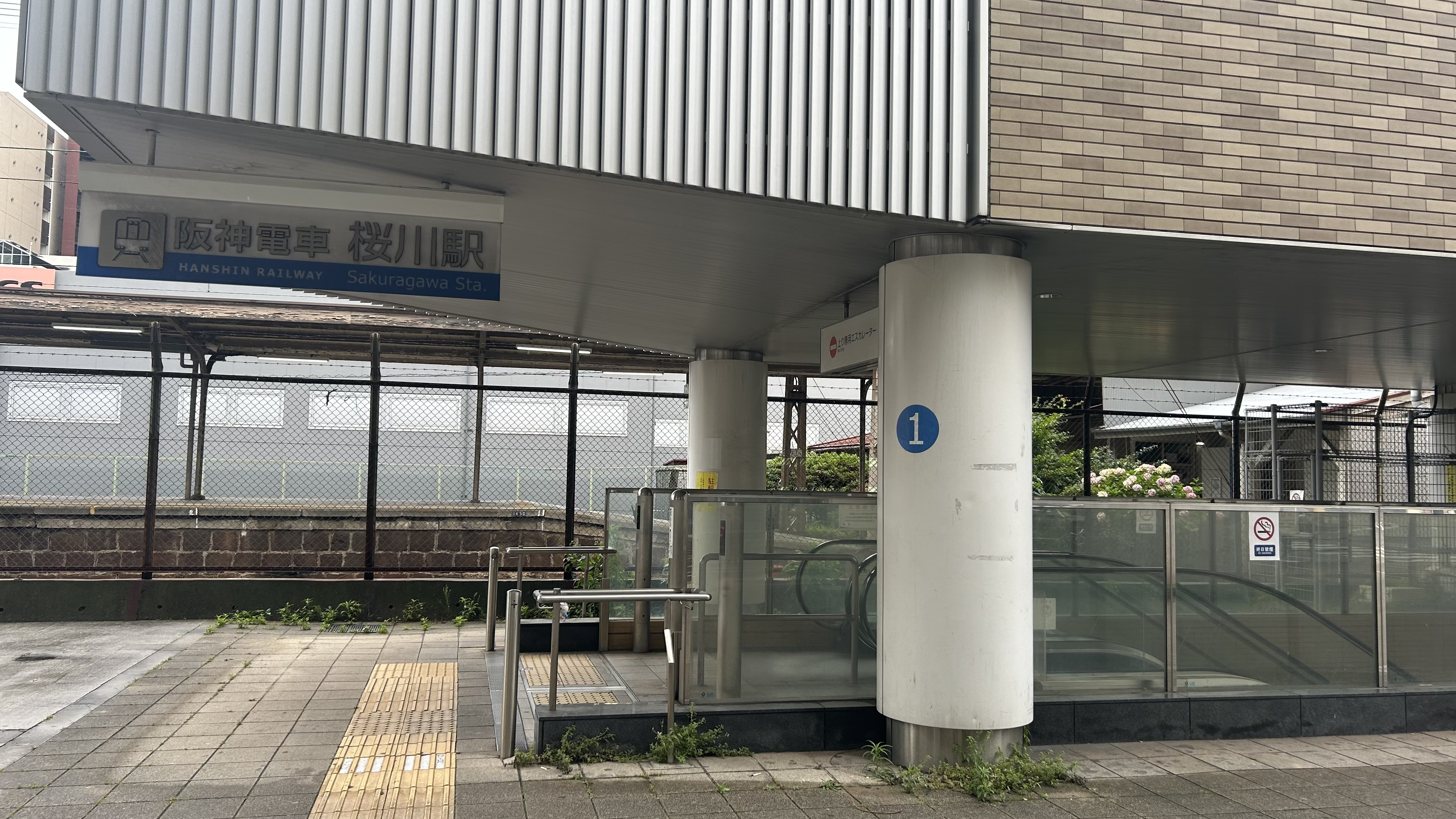
電扶梯出入口（2024年6月）

#### 月台配置
| 月台 | 路線       | 方向 | 目的地                             |
| ---- | ---------- | ---- | ---------------------------------- |
| 1    | 阪神難波線 | 上行 | 難波、奈良方向                     |
| 2    | 阪神難波線 | 下行 | 尼崎、神戶（三宮）、明石、姬路方向 |

## 利用狀況
- 阪神電氣鐵道 - 2018年次1日平均上下車人次為5,674人（上車人次：2,832人，下車人次：2,842人）。
- 大阪市高速電氣軌道 - 2018年11月13日1日上下車人次為15,551人（上車人次：8,031人，下車人次：7,520人）[2]。
阪神難波線2009年開業以後，地下鐵的使用人數一直減少。

各年度1日上車、上下車人次數如下表。
- 阪神資料為1日平均上下車、上車人次。
- 大阪市高速電氣軌道資料的交通調查基於特定1日的上下車、上車人次。

| 年次               | 大阪市高速電氣軌道 | 大阪市高速電氣軌道 | 大阪市高速電氣軌道 | 阪神電氣鐵道 | 阪神電氣鐵道 | 來源   |
| 年次               | 調查日             | 上下車人次         | 上車人次           | 上下車人次   | 上車人次     | 來源   |
| ------------------ | ------------------ | ------------------ | ------------------ | ------------ | ------------ | ------ |
| 1995年（平成07年） | 2月15日            | 15,398             | 7,935              | 未 開 業     | 未 開 業     | [ 3 ]  |
| 1996年（平成08年） | -                  | -                  | -                  | 未 開 業     | 未 開 業     | [ 4 ]  |
| 1997年（平成09年） | -                  | -                  | -                  | 未 開 業     | 未 開 業     | [ 5 ]  |
| 1998年（平成10年） | 11月10日           | 13,571             | 6,914              | 未 開 業     | 未 開 業     | [ 6 ]  |
| 1999年（平成11年） | -                  | -                  | -                  | 未 開 業     | 未 開 業     | [ 7 ]  |
| 2000年（平成12年） | -                  | -                  | -                  | 未 開 業     | 未 開 業     | [ 8 ]  |
| 2001年（平成13年） | -                  | -                  | -                  | 未 開 業     | 未 開 業     | [ 9 ]  |
| 2002年（平成14年） | -                  | -                  | -                  | 未 開 業     | 未 開 業     | [ 10 ] |
| 2003年（平成15年） | -                  | -                  | -                  | 未 開 業     | 未 開 業     | [ 11 ] |
| 2004年（平成16年） | -                  | -                  | -                  | 未 開 業     | 未 開 業     | [ 12 ] |
| 2005年（平成17年） | -                  | -                  | -                  | 未 開 業     | 未 開 業     | [ 13 ] |
| 2006年（平成18年） | -                  | -                  | -                  | 未 開 業     | 未 開 業     | [ 14 ] |
| 2007年（平成19年） | 11月13日           | 13,362             | 6,749              | 未 開 業     | 未 開 業     | [ 15 ] |
| 2008年（平成20年） | 11月11日           | 13,747             | 6,965              | 未 開 業     | 未 開 業     | [ 16 ] |
| 2009年（平成21年） | 11月10日           | 12,903             | 6,599              | 2,553        | 1,282        | [ 17 ] |
| 2010年（平成22年） | 11月09日           | 12,212             | 6,237              | 3,104        | 1,516        | [ 18 ] |
| 2011年（平成23年） | 11月08日           | 12,331             | 6,278              | 3,123        | 1,525        | [ 19 ] |
| 2012年（平成24年） | 11月13日           | 13,313             | 6,834              | 3,831        | 1,842        | [ 20 ] |
| 2013年（平成25年） | 11月19日           | 13,497             | 6,913              | 4,120        | 2,052        | [ 21 ] |
| 2014年（平成26年） | 11月11日           | 13,367             | 6,793              | 4,360        | 2,163        | [ 22 ] |
| 2015年（平成27年） | 11月17日           | 16,109             | 8,298              | 4,532        | 2,239        | [ 23 ] |
| 2016年（平成28年） | 11月08日           | 16,207             | 8,311              | 4,769        | 2,429        | [ 24 ] |
| 2017年（平成29年） | 11月14日           | 16,856             | 8,749              | 5,164        | 2,596        | [ 25 ] |
| 2018年（平成30年） | 11月13日           | 15,551             | 8,031              | 5,674        | 2,832        | [ 26 ] |

## 相鄰車站
大阪市高速電氣軌道（大阪地下鐵）
 千日前線
西長堀（S14）－櫻川（S15）－難波（S16）
阪神電氣鐵道
 阪神難波線
■快速急行、■準急、■区間準急、■■普通
圓頂球場前（HS 43）－櫻川（HS 42）－大阪難波（HS 41/A01）

## 關連條目
- 日本鐵路車站列表

## 外部連結
- 車站Guide：櫻川 - Osaka Metro
- 櫻川（路線圖、車站資訊） - 阪神電氣鐵道